# 大道站 (巴黎地铁)
大道站（法語：Grands Boulevards），1931-1998年间名为蒙马特路站（法語：Rue Montmartre），是巴黎地鐵的一個車站。大道站是巴黎地鐵8號線和巴黎地鐵9號線的一個交會車站。車站開業於1931年5月5日，是巴黎地鐵8號線延長工程的一部分。

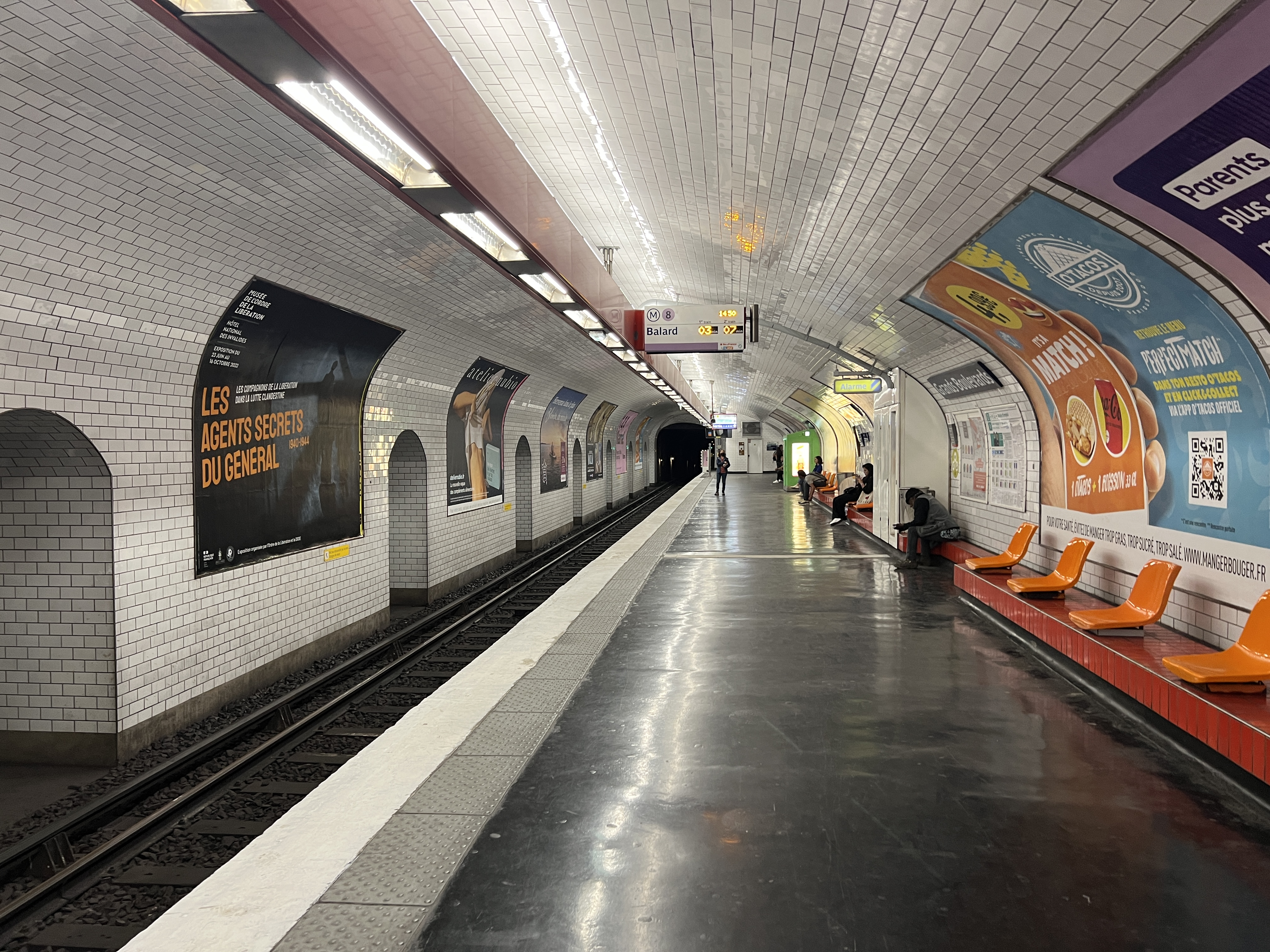
8號線月台（2022年7月）

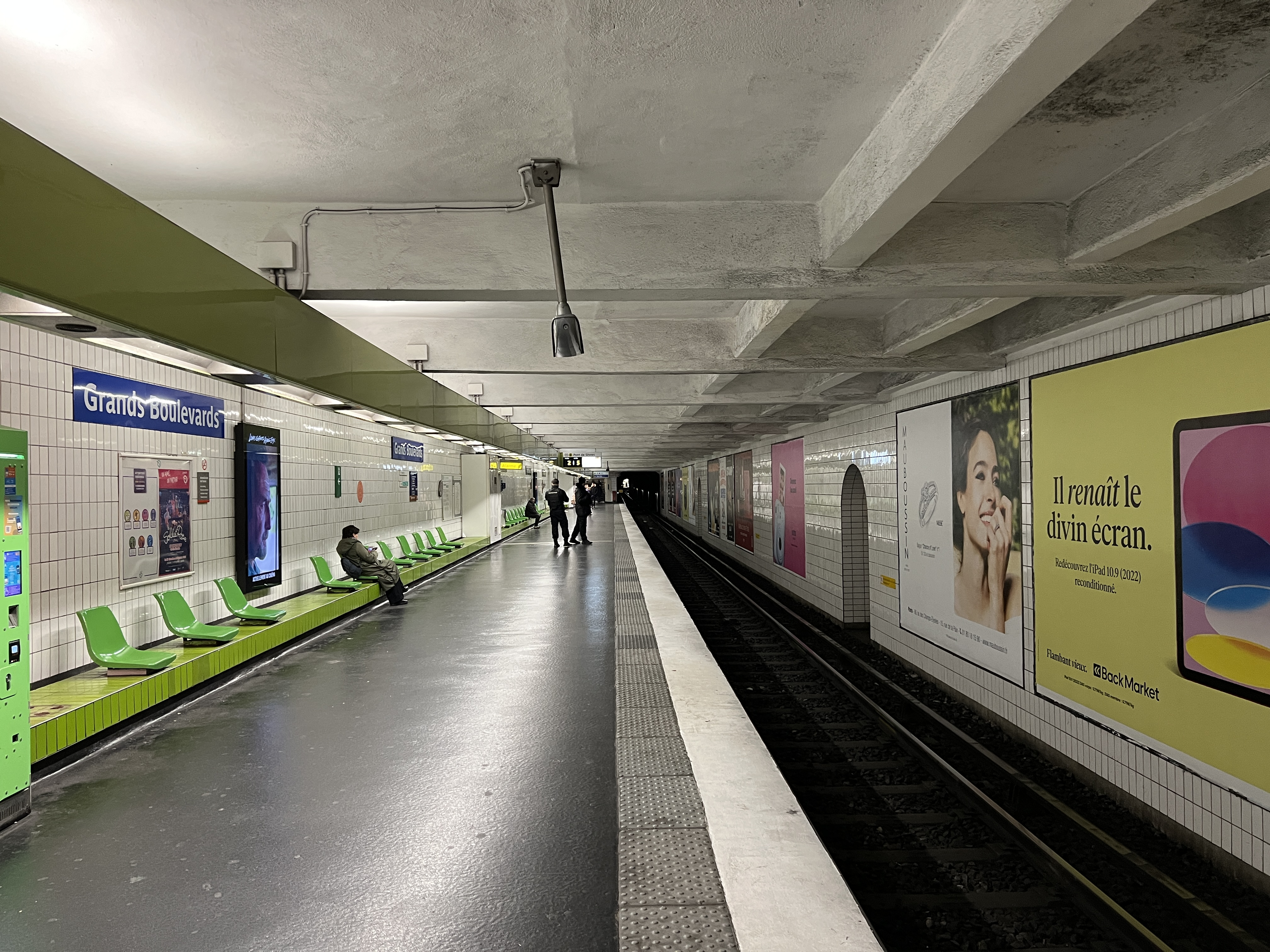
9號線月台（2024年12月）

## 車站結構
| G  | 街道               | 出入口                      |
| B1 | 側式月台，右側開門 | 側式月台，右側開門          |
| B1 | 8號線西行          | 往巴拉（黎塞留-德鲁奥）     |
| B1 | 牆壁               |                             |
| B1 | 側式月台，右側開門 |                             |
| B1 | 9號線西行          | 往塞夫爾橋（黎塞留-德鲁奥） |
| B1 | 9號線東行          | 往蒙特勒伊市政厅（佳音）    |
| B1 | 側式月台，右側開門 |                             |
| B1 | 牆壁               |                             |
| B1 | 8號線東行          | 往湖之角（佳音）            |
| B1 | 側式月台，右側開門 |                             |